# ばね指
ばね指（ばねゆび）とは、手の指におきる腱鞘炎の一種。弾撥指（だんばつし）とも称される。

## 症状
手の指を曲げたり伸ばしたりする際に抵抗がありばね仕掛けのように動く症状をいい、曲げ伸ばしの際、痛みを感じることがある。

## 原因
手首の伸筋側には伸筋支帯という伸筋が通る線維鞘が形成されている。伸筋支帯は6つの管に分かれるが、短母指伸筋と長母指伸筋が通る第1管の部分は反復的に圧迫を受けやすく、それにより炎症が生じる。中年の女性に多い。
まず、副腎皮質ホルモンを発症している腱鞘に直接注射する方法があり、慢性化した場合は、腱鞘を切開する手術が行われる場合がある。